# Atak nazistów
Atak nazistów (ang. The Nazis Strike) – drugi z siedmiu amerykańskich filmów propagandowych powstałych w ramach serii Dlaczego walczymy w reżyserii Franka Capry.
Film przedstawia działania dyplomatyczne i militarne III Rzeszy, które doprowadziły do zerwania pokoju i międzynarodowego konfliktu. Niemcy są w nim przedstawieni jako nacja, której agresywne ambicje rozpoczęły się w czasach Bismarcka w 1863 roku, a naziści są jej spadkobiercami.

## Fabuła
Film rozpoczyna się przedstawieniem Niemców jako nacji, która posiada wrodzoną „miłość do podbojów”, gdyż tę cechę ujawniał już Bismarck i Wilhelm II. Z kolei Adolf Hitler, ze swoim planem „przekształcenia świata” poprzez szerzenie narodowego socjalizmu, ma być ich kontynuatorem. Przypominając XII-wieczne najazdy Czyngis-chana, film definiuje strategię Hitlera w warunkach geopolitycznych i sugeruje, że jego ostatecznym celem jest podbój Europy, Azji oraz Afryki. Wspomniana jest również długofalowa praktyka „zmiękczania”, polegająca m.in. na wzbudzaniu proniemieckich sympatii u Amerykanów niemieckiego pochodzenia. W dalszej części film pokazuje łamanie przez Hitlera traktatów pokojowych, wkroczenie wojska do zdemilitaryzowanej Nadrenii, anszlus Austrii, zajęcie Sudetów oraz atak na Polskę. Wspomniana jest także hitlerowska polityka dotycząca jeńców wojennych i ludzi spoza tzw. „rasy panów”.
Film kończy się cytatem George’a C. Marshalla i literą „V” symbolizującą zwycięstwo.

## Produkcja
Prace na scenariuszem rozpoczęto 1 kwietnia 1942 roku. Na początku stycznia 1943 roku został on zaakceptowany przez Biuro Informacji Wojennej, a jego budżet ustalono na 54 728 dolarów. W czasie produkcji wykorzystano amerykańskie kroniki filmowe oraz niemieckie materiały znajdujące się w zbiorach Biura Informacji Wojskowej. Wiosną 1943 roku Charles Boyer nagrał komentarz do francuskojęzycznej wersji filmu.
Premiera odbyła się 4 maja 1943 roku w Cinema Lodge of B'nai B'rith w Nowym Jorku.
W 2000 roku Biblioteka Kongresu wpisała film do National Film Registry.